# Chińczycy w Brazylii
Chińczycy w Brazylii (port. sino-brasileiro, chinês-brasileiro) stanowią 0,078% populacji, czyli 151 649 ludzi.
Głównym ośrodkiem, w którym zamieszkują Chińczycy jest São Paulo, a szczególnie dzielnica Liberdade. Spora ich część osiedliła się w Brazylii po zakończeniu w Chinach wojny domowej i zwycięstwie wojsk Mao Zedonga w 1949. Drugą grupę stanowią imigranci z portugalskiej kolonii w Chinach, Makau.
Chińska populacja w Brazylii jest dwujęzyczna.

## Znani
- Anderson Lau, aktor
- Chen Kong Fang, artysta
- William Boss Woo, polityk
- Sou Kit Gom, malarz